# 49 Leonis
49 Leonis, eller TX Leonis, är en dubbelstjärna och en förmörkelsevariabel av Algol-typ (EA/DM) i stjärnbilden Lejonet.
49 Leonis varierar mellan visuell magnitud +5,66 och 5,75 med en period av 2,4450566 dygn. Den befinner sig på ett avstånd av ungefär 430 ljusår.